# Laieikawai
Prema havajskoj mitologiji, Laʻieikawai (Lāʻi.e.-i-ka-wai; također poznata kao Kawahineliula = "žena sutona") je bila smrtna princeza, a sestra blizanka joj je bila Laʻielohelohe.
Njihovi su roditelji bili jedan poglavica s Oahua i njegova supruga; ovaj poglavica je htio sina te je ubijao svoje kćeri. Kad su Laʻieikawai i Laʻielohelohe rođene, skrivene su od svoga oca.
Laʻieikawai je skrivena u jednu špilju, a duga, simbol boga Lona, sjajila je kod te špilje.
Njezina se baka Waka brinula za nju.
Kad je odrasla, u Laʻieikawai se zaljubio poglavica Aiwohikupua s Kauaija.